# Pseudauchenipterus nodosus
Pseudauchenipterus nodosus is een straalvinnige vis uit de familie van Auchenipteridae, orde meervalachtigen (Siluriformes), die voorkomt in de binnenwateren van Noord-Amerika en Zuid-Amerika.

## Anatomie
Pseudauchenipterus nodosus kan een maximale lengte bereiken van 22 cm. Er zijn één stekel en zes vinstralen in de rugvin. Verder heeft de aarsvin 20 tot 25 vinstralen.

## Leefwijze
Pseudauchenipterus nodosus is een zout- en brakwatervis die voorkomt in een tropisch klimaat.  De soort is voornamelijk te vinden in rivieren. 
Het dieet van de vis bestaat hoofdzakelijk uit planten en bezinksel, waarmee het zich voedt door het opeten van waterplanten.

## Relatie tot de mens
Pseudauchenipterus nodosus is voor de visserij van beperkt commercieel belang. De soort komt niet voor op de Rode Lijst van de IUCN. 